# Eisenbahnbrücke bei Leer
Die Eisenbahnbrücke bei Leer ist eine eingleisige Fachwerk-Eisenbahnbrücke der Bahnstrecke Rheine–Norddeich Mole nahe der ostfriesischen Stadt Leer, die den Fluss Leda überspannt.
Zudem quert der Ostfriesland-Wanderweg auf der Brücke die Leda.

## Geschichte
Die ursprüngliche Brücke wurde bereits gegen Mitte des 19. Jahrhunderts als eingleisige, einarmige Drehbrücke errichtet. Zu Beginn des 20. Jahrhunderts wurde die Brücke durch einen Neubau in Form einer doppelten Drehbrücke ersetzt. Zu Beginn den 20. Jahrhunderts wurde die Strecke zweigleisig umgebaut. Ab 1935 wurden die Drehbrücken jedoch wegen des nachlassenden Schiffsverkehrs nicht mehr bedient, größere Schiffe konnten die Brücke nicht mehr passieren. Gegen Ende des Zweiten Weltkriegs, am 21. April 1945, wurde die Brücke zerstört.
Nach dem Krieg wurde eine eingleisige Behelfsbrücke errichtet, um den Bahnverkehr wieder aufnehmen zu können. Im Jahr 1957 wurde diese durch einen Neubau ersetzt. Die Brücke bietet nur einem Gleis Platz, obwohl die Brückenpfeiler für einen zweigleisigen Verkehr vorgesehen sind.